# Hans Vietzke
Hans Vietzke (* 24. Juni 1901 als Johannes Gaston Herbert Vietzke in Halle an der Saale; † nach 1960) war ein deutscher Schriftsteller, Drehbuchautor, Liedtexter, Filmproduzent, Dramaturg und Filmregisseur.

## Leben und Wirken
Vietzke, ein Sohn des Kaufmanns Gustav Vietzke und seiner Frau Martha, geb. Pietzsch, betätigte sich seit Beginn der 1920er Jahre schriftstellerisch und stieß 1926 zum Film, wo er 25-jährig als Drehbuchautor bei der Alte-Fritz-Komödie Des Königs Befehl debütierte. Von Ende der 1920er bis Ende der 1930er Jahre war er dort gut beschäftigt und kooperierte bis Kriegsbeginn 1939 häufig mit den Kollegen Curt Blachnitzky (Regie) und Max Wallner (Drehbuch). Gelegentlich betätigte sich Vietzke in dieser Zeit auch mit der Filmherstellung (Produktionsleitung und Herstellungsgruppenleitung). Nebenbei schrieb er überdies Liedtexte („Du bist entzückend, Rosmarie!“) und Bühnenschwänke (z. B. „Wie erziehe ich meine Frau?“).
Nach Kriegsende 1945 wirkte Vietzke zunächst in der Ostzone, sein Stück „Herr im Haus“ lief 1946/47 unter der Regie von Oskar Fritzler an den Städtischen Bühnen in Brandenburg. Andere Vietzke-Stücke wie beispielsweise der Schwank „Der Skiweltmeister“ liefen auch im Westen (Kleines Theater in Garmisch-Partenkirchen). Für die ostzonale DEFA war er 1948/49 als Dramaturg kurzzeitig aktiv. Nach seiner Drehbuchmitarbeit an Erik Odes satirischer Halbjahrhundertrevue Herrliche Zeiten verabschiedete sich Hans Vietzke 50-jährig mit Das goldene Band, einem bundesrepublikanischen Kurzdokumentarfilm mit Spielhandlung, bei dem er erstmals auch Regie führen durfte, vom Film. Er blieb in Berlin-Grunewald ansässig, nach 1960 verliert sich seine Spur.
Vietzke war ab 1934 mit der Schauspielerin Charlotte, geb. Mißlbeck, verheiratet.

## Filmografie
als Drehbuchautor, wenn nicht anders angegeben
- 1926: Des Königs Befehl
- 1929: Was eine Frau im Frühling träumt
- 1929: Die Garde-Diva
- 1929: Rosen blüh’n auf dem Heidegrab
- 1930: Stürmisch die Nacht
- 1932: Tod über Schanghai
- 1933: Du bist entzückend, Rosmarie!
- 1934: Ich sing‘ mich in Dein Herz hinein
- 1934: Rosen aus dem Süden
- 1934: Der rote Reiter
- 1935: Alle Tage ist kein Sonntag
- 1935: Erkennungszeichen: Weiße Nelke (Kurzfilm)
- 1937: Florentine (Herstellungsgruppe)
- 1937: Heimweh (Herstellungsgruppe)
- 1938: Sehnsucht nach Afrika (Produktionsleitung)
- 1939: Mann im Schrank (Kurzfilm, Produktionsleitung)
- 1939: Wenn Männer verreisen (Produktionsleitung)
- 1948: Die Kuckucks (Dramaturgie)
- 1949: Quartett zu fünft (Dramaturgie)
- 1949: Figaros Hochzeit (Dramaturgie)
- 1950: Herrliche Zeiten
- 1951: Das goldene Band (Regie, Kurzdokumentarfilm mit Spielhandlung)